# Stepan Makarov
Stepan Osipovič Makarov (rusko Степа́н О́сипович Мака́ров, ukrajinsko Макаров Степан Осиповичв), ruski mornariški častnik, oceanograf. * 8. januar 1849, Nikolajev (danes Mikolajiv, Ukrajina), † 13. april 1904, pri Port Arthurju, Kitajska. 
Bil je viceadmiral Ruske imperialne mornarice, član Ruske akademije znanosti in avtor več knjig. 
Bil je pionir teorije nepotopljivosti (načelo protipotapljanja za stabilizacijo poškodovane ladje) in razvijalec semaforne abecede v cirilici. Zagovarjal je uporabo ledolomilcev in nadziral gradnjo prvega polarnega ledolomilca v zgodovini. Je tudi oblikovalec več ladij. Kot kapitan je služil je med rusko-turško vojno 1877–1878 in odredil prvi uspešni napad s torpedom na lastni pogon v zgodovini. Kot viceadmiral je ponovno služil med rusko-japonsko vojno in je bil zadolžen za obrambo Port Arthurja, kjer se je proslavil kot sposoben in agresiven poveljnik. 13. aprila 1904 je vodil flotiljo na pomoč rušilcu, ki je padel v zasedo Japoncev. V bitki, ki je sledila, je bil Makarov ubit, ko je njegova poveljniška ladja Petropavlovsk zadela morsko mino in je razneslo ladijsko skladišče orožja. Japonski potapljači so po vojni našli truplo Makarova in ga pokopali na morju ter v znak dobre volje so japonski častniki vodili pogreb Makarova v Port Arthurju.

## Življenjepis
Rodil se je v Nikolajevu (danes Mikolajiv, Ukrajina). Šolal se je v Nikolajevsku na Amuru in se leta 1863 pridružil Ruski imperialni mornarici. Leta 1866 se je udeležil plovbe korvete Askold od Vladivostoka do Kronštata mimo Rta Dobrega upanja. Med letoma 1867 in 1876 je služil na Baltski floti, nakar je bil premeščen na Črnomorsko floto. Med rusko-turško vojno 1877–1878 je bil kapitan torpedne pomožne ladje Veliki knjaz Konstantin. Bil je med prvimi, ki so uveljavili zamisel uporabe flotilj torpednih čolnov. 14. januarja 1878 je izstrelil torpede s čolna, ki je bil splavljen s pomožne ladje in z njimi potopil ladjo Intibah Turške vojne mornarice, kar je bil prvi uspešni napad s torpedom na lastni pogon v zgodovini. Kapitan 1. stopnje je postal 1. januarja 1881. V naslednjih dveh letih je Makarov, ki je bil specializiran za mornariško raziskovanje, objavil več kot petdeset raziskovalnih člankov na temo oceanografije in mornariške taktike. Kot kapitan korvete Vitjaz je Makarov med letoma 1886 in 1889 vodil oceanografsko odpravo okrog sveta. To je bila zadnja obkrožitev sveta Ruske vojne mornarice do odprave fregate Admiral Gorškov razreda Admiral Gorškov leta 2019. Leta 1890 je Makarov postal kontraadmiral kot najmlajši v zgodovini Ruske vojne mornarice. V 1890-ih letih je Makarov izumil »Makarovo kapo«, projektil za prebijanje oklepa, katerega zasnovo so kmalu posnemale vse vojne mornarice. Med letoma 1894 in 1895 je Makarov poveljeval Sredozemski eskadri, leta 1896 pa postane viceadmiral. Makarov se je nato začel posvečati razvoju ledolomilcev z namenom ustvarjanja plovbne poti med Evropo in vzhodno Azijo. Predlagal je prvi polarni ledolomilec v zgodovini Jermak, nadziral njegovo gradnjo in mu poveljeval na prvi plovbi leta 1899.
Po nepričakovanem napadu Japonske cesarske vojne mornarice na Port Arthur 9. februarja 1904 je bil Makarov 24. februarja poslan poveljevati tamkajšnji bojni floti in postavil bojno ladjo Petropavlovsk za svojo poveljniško ladjo. Njegovo vodenje se je zelo razlikovalo od vseh drugih ruskih mornariških častnikov med vojno, saj je ponujalo raznolikost, agresijo in »sposobnost vzbuditi samozavest v svojih podrejenih«. 
Po svojem prevzemu poveljevanja na začetku leta 1904 je Makarov zelo povečal dejavnost ruskih eskader in splošno obrambo Port Arthurja. Do takrat ni ruska flota na splošno naredila ničesar, razen tega da je obstajala kot flota v obstoju. Pod vodstvom Makarova so bile "ruske eskadre na morju skoraj vsak dan, se neprestano premikale in zagotavljale, da jih niso nikoli presenetili izven dosega obalnih baterij Port Arthurja". Za razliko od svojih predhodnikov si je Makarov prizadeval za spopade z Japonci in je ohranjal svoje ladje v bojni ureditvi na vhodu v Port Arthur. Ko so japonske križarke marca obstreljevale Port Arthur iz Rumenega morja, so njegove križarke vrnile ogenj s takšno silovitostjo, da so se bile japonske ladje prisiljene umakniti. 13. aprila 1904 se je ruski rušilec Strašni vračal s patrulje in je poskušal ponovno vstopiti v ustje Port Arthurja, ko so ga prestregli japonski rušilci. Začel se je spopad med nasprotujočimi si rušilci in Makarov je takoj poslal križarko Bajan na pomoč Strašnemu, medtem ko je on vodil tri bojne ladje, štiri križarke in skupino rušilcev v Rumeno morje in si je prizadeval za spopad z obkrožajočimi sovražnikovimi ladjami, ki jih je vodil japonski admiral Heihačiro Togo. Ob izhodu iz oporišča Makarov ni uspel preveriti morja za prisotnost morskih min in je naročil svojim mornarjem, da to opravijo do njegove vrnitve. Japonske ladje so se nato umaknile in šele ko jih je Makarov ujel, se je pokazala japonska past: admiral Togo je v zaledju čakal s svojo poveljniško ladjo, šestimi bojnimi ladjami in šestimi križarkami. Makarov se je hitro obrnil in začel vračati nazaj. Ob ponovnem vstopu v pristanišče Port Arthur je poveljniška ladja Makarova Petropavlovsk zadela japonsko mino, ki je ruski mornarji niso uspeli odstraniti. Sledila je eksplozija, ki so ji sledile sekundarne eksplozije, v katerih je umrl tudi Makarov. Njegovo truplo ter trupla njegovih petih častnikov so Japonci po vojni potegnili na površino. Leta 1913 so ga Japonci v znak dobre volje pokopali na vojaškem pokopališču v Port Arthurju pod vodstvom posadke japonske križarke Akicušima.
Po admiralu Makarovu je bilo poimenovanih več ladij, najnovejša je fregata Admiral Makarov razreda Burevestnik. Po njem je bilo leta 1946 poimenovano mesto Širitoru na Sahalinu.